# Izumi, Kagoshima

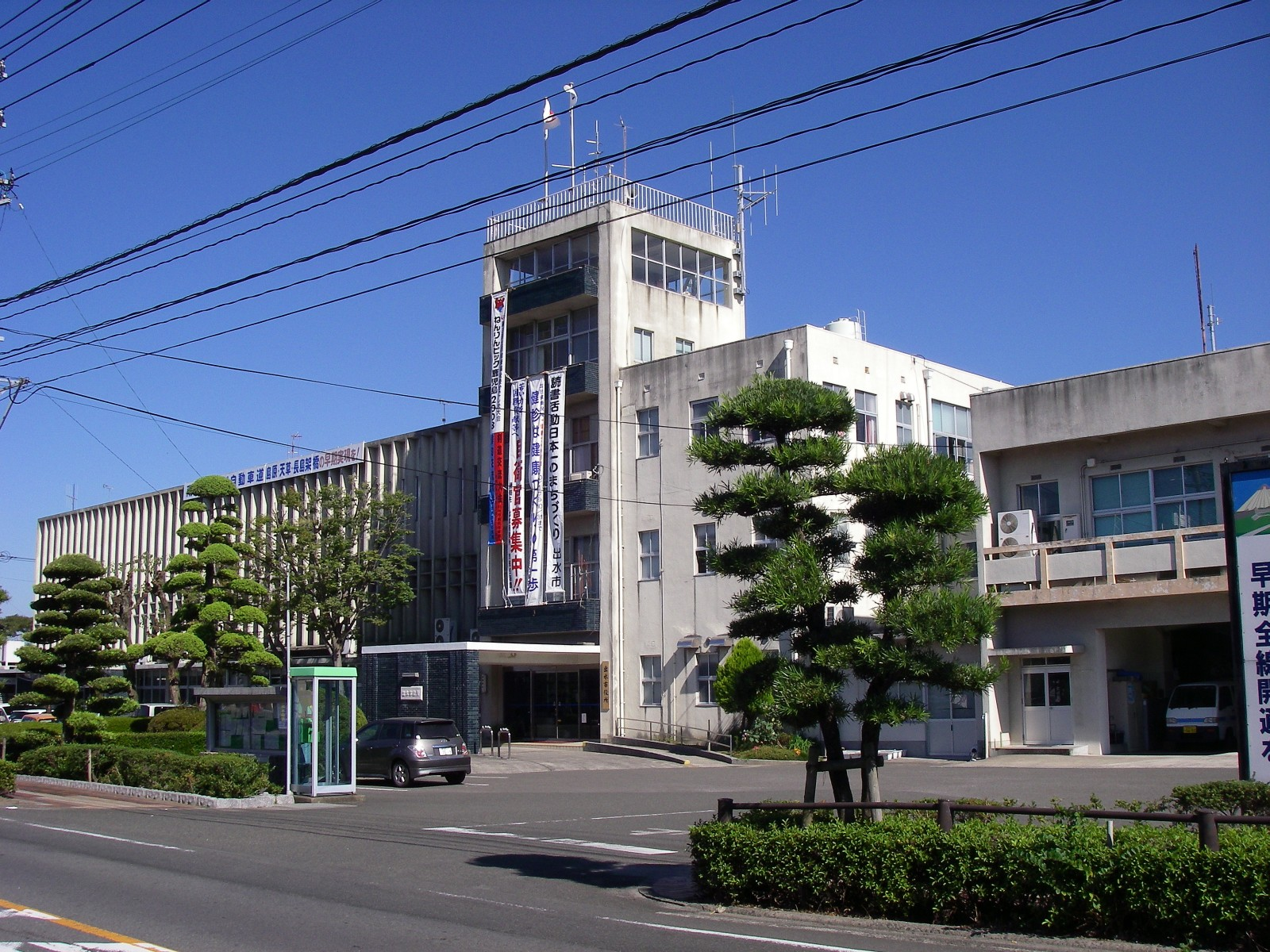
Stadskontoret i Izumi

Izumi (japanska 出水市) är en stad i Kagoshima prefektur på ön Kyūshū i södra Japan. Izumi fick stadsrättigheter 1954. 

## Kommunikationer
Izumi station trafikeras sedan 2004 av Kyushu Shinkansen.